# Siegfried Kettmann
Siegfried Kettmann (* 24. Januar 1941) ist ein ehemaliger deutscher Radrennfahrer.
Kettmann belegte bei der Polen-Rundfahrt 1962 den elften Gesamtrang. Bei Rund um das Muldental war er 1963 erfolgreich. Ab 1970 war er als Trainer und Trainingswissenschaftler tätig.

## Veröffentlichungen
- Siegfried Kettmann: Zur Entwicklung von Hauptleistungsfaktoren im Straßenradsport als Voraussetzung für die Steigerung der Wettkampfleistung: ein Beitrag zur Erhöhung der Trainingswirksamkeit im Olympiajahr 1984, Diss. A, Leipzig 1985.[1][2]